# The Southern Harmony and Musical Companion
The Southern Harmony and Musical Companion es el segundo álbum de la banda estadounidense The Black Crowes, lanzado el 12 de mayo de 1992. Fue el primer trabajo de la banda con el guitarrista Marc Ford, reemplazando a Jeff Cease, quien fue despedido un año antes. Contiene cuatro sencillos: «Remedy», «Thorn in My Pride», «Sting Me» y «Hotel Illness». El álbum alcanzó la cima de la lista Billboard 200.

## Lista de canciones
Todas las canciones escritas por Chris Robinson y Rich Robinson, excepto donde se indique.
1. "Sting Me" – 4:39
2. "Remedy" – 5:22
3. "Thorn in My Pride" – 6:03
4. "Bad Luck Blue Eyes Goodbye" – 6:28
5. "Sometimes Salvation" – 4:44
6. "Hotel Illness" – 3:59
7. "Black Moon Creeping" – 4:54
8. "No Speak No Slave" – 4:01
9. "My Morning Song" – 6:15
10. "Time Will Tell" (Bob Marley) – 4:08

## Créditos
- Chris Robinson - voz
- Rich Robinson - guitarra
- Marc Ford - guitarra
- Johnny Colt - bajo
- Steve Gorman - batería
- Eddie Harsch - teclados